# إدارة أراضي العدو المحتلة
إدارة أراضي العدو المحتلة (بالإنجليزية: Occupied Enemy Territory Administration)‏، كانت إدارة عسكرية بريطانية فرنسية مشتركة على الولايات العثمانية السابقة في بلاد الشام وبلاد الرافدين ما بين 1918 و1920، تأسست في أعقاب حملة سيناء وفلسطين أثناء الحرب العالمية الأولى. انتهت الإدارة بعد فرض الانتداب الفرنسي على سوريا ولبنان و‌الانتداب البريطاني على فلسطين في مؤتمر سان ريمو، 19–26 أبريل 1920.
في أعقاب الاحتلال البريطاني والفرنسي، تم تقسيم المنطقة إلى ثلاث وحدات إدارية فرعية، اختلفت قليلًا جدًا عن التقسيمات العثمانية السابقة. إدارة أراضي العدو المحتلة الجنوبية، وتتألف من سناجق القدس ونابلس وعكا العثمانية، إدارة أراضي العدو المحتلة الشمالية (سميت لاحقًا إدارة أراضي العدو المحتلة الغربية) وتتألف من سناجق بيروت ولبنان واللاذقية وعدد من الأقضية الفرعية، إدارة أراضي العدو المحتلة الشرقية وتتألف من سناجق سوريا والحجاز العثمانية. ولكن نجاح حرب الاستقلال التركية، أبقى سنجق مرعش، عنتاب وأورفة التابعين لولاية حلب في تركيا بعد عام 1921. كما تم فصل قضائي أنطاكيا وإسكندرون التابعين لسنجق حلب بصفتهما جمهورية خطاي في عام 1938. وانضمت الجمهورية إلى تركيا في عام 1939.